# Realdo Colombo
Matteo Realdo Colombo, född 1516 i Cremona, död 1559 i Rom, var en italiensk läkare.
Colombo utbildade sig först till apotekare. Han studerade därefter medicin i Padua och blev sedan prosektor i anatomi i staden under Andreas Vesalius. Han blev 1543 Vesalius efterträdare som professor i anatomi, och kallades 1546 till Pisa och därifrån 1549 till Rom.

De re anatomica.

Colombo är en av den anatomiska vetenskapens grundare. Han var den förste som exakt beskrev blodcirkulationen i lungorna, det så kallade lilla kretsloppet, även om Miguel Serveto, okänt för Colombo, försökte sig på en beskrivning några år tidigare som dock förblev ofullständig.
Colombos främsta verk är De re anatomica libri XV (1559).